# Amr Músa
Amr Músa (arabsky: عمرو محمد موسى, anglicky: Amr Moussa; * 3. října, 1936, Káhira) je egyptský politik a diplomat, který byl v letech 2001 až 2011 generálním tajemníkem Ligy arabských států. V minulosti působil též jako ministr zahraničních věcí Egypta a stálý zástupce Egypta při Organizaci spojených národů. Je jedním z kandidátů do prezidentských voleb, které se v Egyptě mají konat na podzim 2011.

## Vyznamenání
- velkokříž Řádu osvoboditele generála San Martína – Argentina
- velkokříž Řádu Jižního kříže – Brazílie
- řetěz Řádu Nilu – Egypt
- velkostuha Řádu republiky – Egypt
- velkokříž Národního řádu za zásluhy – Ekvádor
- velký záslužný kříž se šerpou a hvězdou Záslužného řádu Spolkové republiky Německo – Německo
- Řád přátelství – Rusko, 17. září 2009 – za velký přínos k rozvoji spolupráce mezi Ruskem a Egyptem[2]
- velkodůstojník Řádu republiky – Tunisko

## Galerie

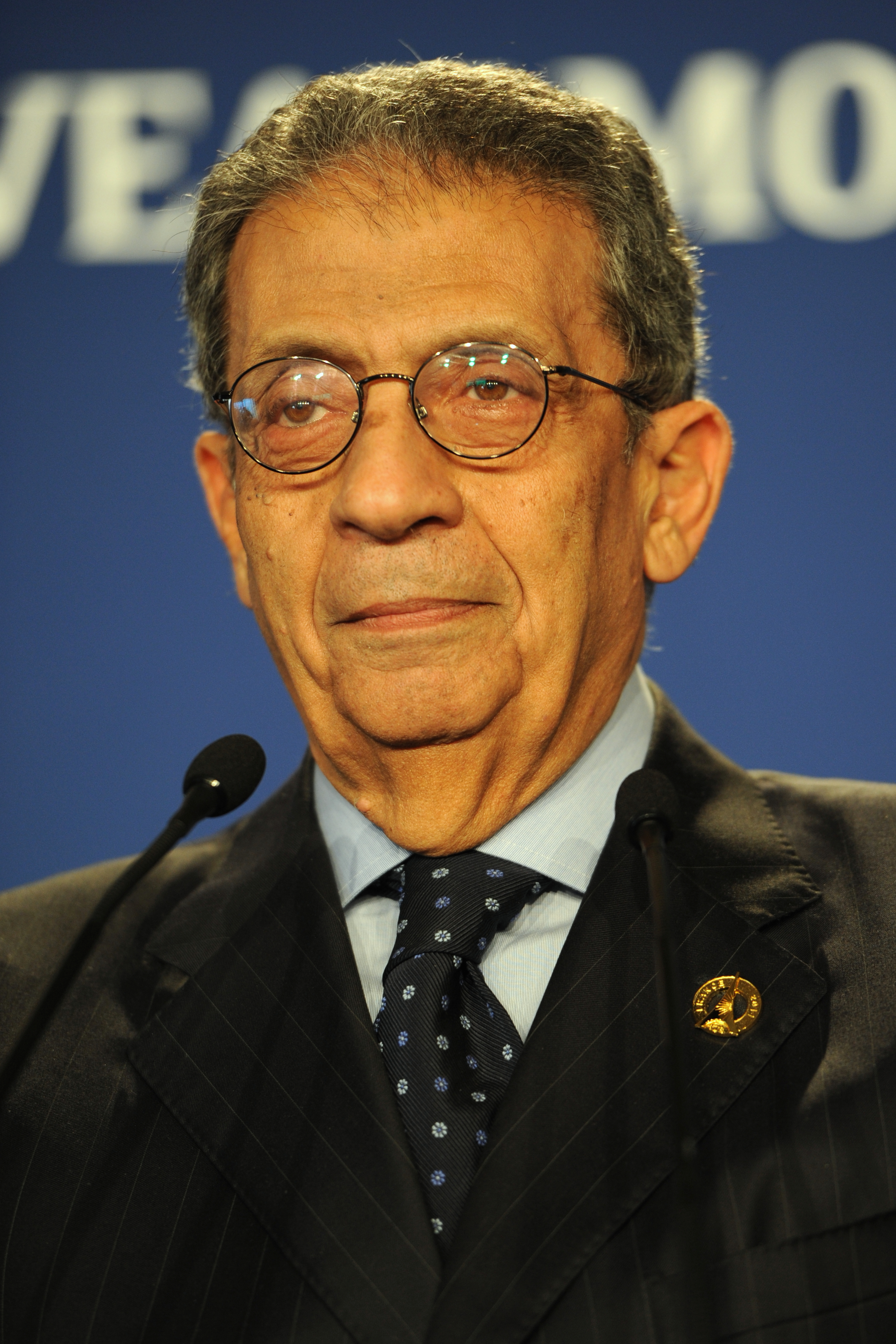
Amr Músa na summitu G8, květen 2011